# Uriel del Toro
Uriel del Toro (ur. 10 sierpnia 1978 roku w Meksyku) – meksykański muzyk, model, piosenkarz i aktor.
Karierę rozpoczął w wieku 18 lat w Contempo, agencji "boutique", która obsługuje wybraną grupę modeli. Brał udział w kampanii reklamowych prowadzonych w Barcelonie, Madrycie, Hamburgu i Mediolanie dla takich marek jak Diesel, Armani i Levis. Pracował także m.in. dla Agaty Ruiz de la Prada, Prototype, Nike, Adidas, Calvin Klein i Pepe Jeans. Podczas Tygodnia Mody Meksyk 2008 otrzymał nagrodę dla najlepszego modela męskiego.
Podczas pobytu w Argentynie Uriela rozpoczął karierę w telewizji jako gospodarz programu Fashion TV, również parał się muzyką jako perkusista tworząc zespół Timothy Brownie wraz z Andrésem Cruzem. Następnie występował w telenowelach dla kanału Televisa i TV Azteca.

## Wybrana filmografia

### Filmy fabularne
- 2006: Oferuje luksusowe zakwaterowanie (Con lujo de detalle) jako Gabriel
- 2008: Do sławy jeden krok (Casi divas) jako konduktor

### Telenowele/seriale TV
- 2005: Top Models jako Paco
- 2009: Nowe pokolenie (New Generation)
- 2009: Adictos
- 2010: Zwiedzanie (Visiting)
- 2010: Dziewczyna mojego serca (Niña de mi corazón) jako Bruno
- 2011–2012: Zakazane uczucie (La que no podía amar) jako Hugo Dueñas